# 巫术系列
巫術（又译「辟邪除妖」）是由Sir-Tech開發的電子角色扮演遊戲系列，其對現代遊戲平台的開發以及電腦角色扮演遊戲的設計產生了重大影響。首部巫術遊戲《巫术：疯狂领主的试验场》對勇者鬥惡龍和最終幻想等早期遊戲機角色扮演遊戲產生了深遠影響。系列首作製作於Apple II平台，之後又移植於多個平台。最後一部官方遊戲是由原開發商Sir-Tech製作的《巫術8》，其於2001年在Microsoft Windows平台獨占發行。系列有大量只在日本發行的衍生作品。
巫术始于由Andrew C. Greenberg和Robert Woodhead制作的迷宫探索游戏。当他们是康奈尔大学学生时写下了此作，之后由Sir-Tech发行了游戏。

## 改編作品
- 《BLADE & BASTARD》，同世界觀的輕小說。